# 2026年ミラノ・コルティナダンペッツォオリンピックのリヒテンシュタイン選手団
2026年ミラノ・コルティナダンペッツォオリンピックのリヒテンシュタイン選手団は、2026年2月6日から2月22日までイタリアのミラノとコルティナダンペッツォで開催予定の2026年ミラノ・コルティナダンペッツォオリンピックのリヒテンシュタイン選手団の名簿。

## 選手団
- 人員: 選手 4人

## 種目別選手・スタッフ名簿及び成績

### アルペンスキー
- 男子・女子各1名出場予定[1][2][3]

### クロスカントリースキー
- 男子・女子各1名出場予定[4][5]